# Porumbel neozeelandez
Porumbelul neozeelandez (Hemiphaga novaeseelandiae) sau porumbelul maori sau kererū este o specie de pasăre columbiformă din familia Columbidae, endemică pentru Noua Zeelandă. Porumbeii din Noua Zeelandă aparțin familiei Columbidae, subfamilia Treroninae, care se găsește în Asia de Sud-Est, Africa și Noua Zeelandă. Membrii acestei familii se hrănesc în general cu fructe, în special drupe.

## Taxonomie
Ornitologul englez John Latham⁠(d) a scris despre porumbelul maori în A General Synopsis of Birds din 1783, dar nu i-a dat un nume științific.
Naturalistul german Johann Friedrich Gmelin i-a dat prima descriere oficială în 1789, plasând-o în genul Columba ca C. novaeseelandiae, iar Latham a numit-o Columba zealandica în Index Ornithologicus din 1790. Genul Hemiphaga a fost introdus de naturalistul francez Charles Lucien Bonaparte în 1854, specia tip pentru acest gen fiind Hemiphaga novaeseelandiae. Numele genului Hemiphaga provine din greaca veche hēmi care înseamnă „jumătate” sau „mic”, și ultimele silabe ale numelui genului Carpophaga (literal „mâncător de fructe”), un gen de porumbei acum desființat, ai cărui reprezentanți se hrănesc cu fructe. Bonaparte a considerat porumbelul maori undeva la jumătatea distanței dintre genurile Carpophaga și Megaloprepia (astăzi Ptilinopus). Denumirea generică novaeseelandiae înseamnă „din Noua Zeelandă”. Uniunea Internațională a Ornitologilor a desemnat numele comun „porumbelul neozeelandez” pentru această pasăre. Maori, populația indigenă a Noii Zeelande, se referă la porumbelul maori cel mai frecvent ca kererū iar o varietate de surse obișnuite folosesc acum numele kererū pentru specie.
Există două subspecii care diferă în ceea ce privește culoarea și forma penajului:
- H. novaeseelandiae novaseelandiae, care încă supraviețuiește
- H. novaeseelandiae spadicea, originar din Insula Norfolk, a dispărut. Considerată o specie de Clements.

## Galerie

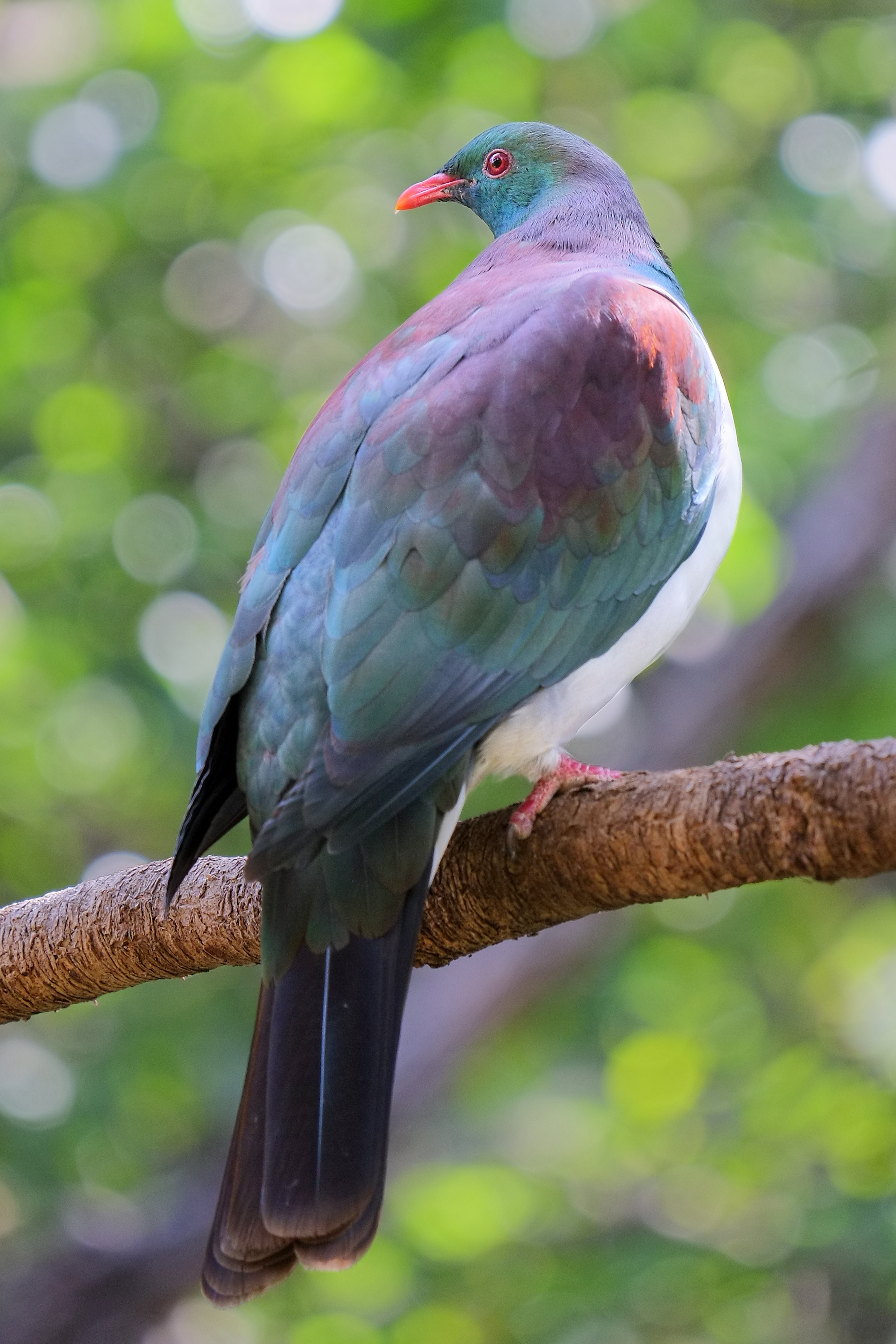
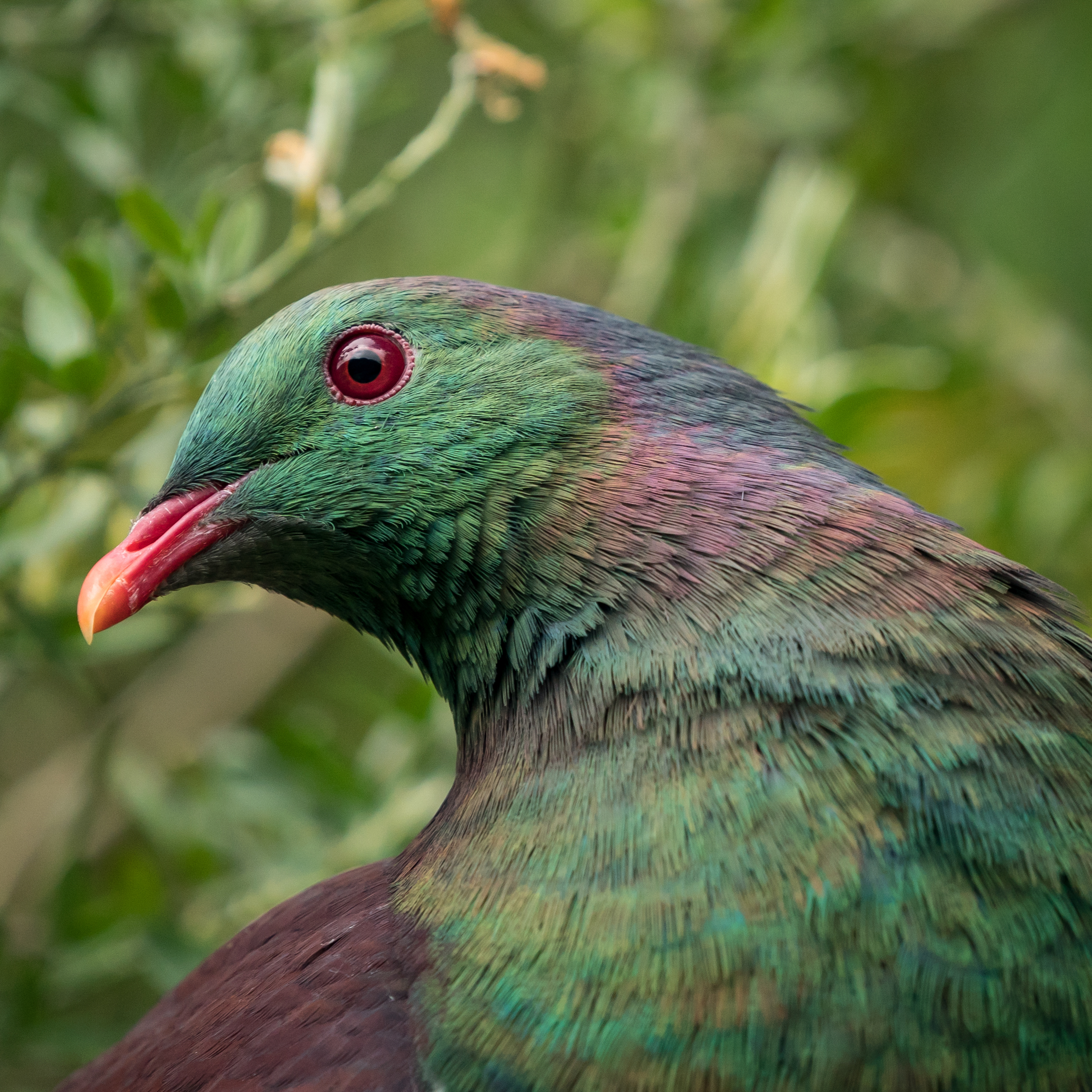
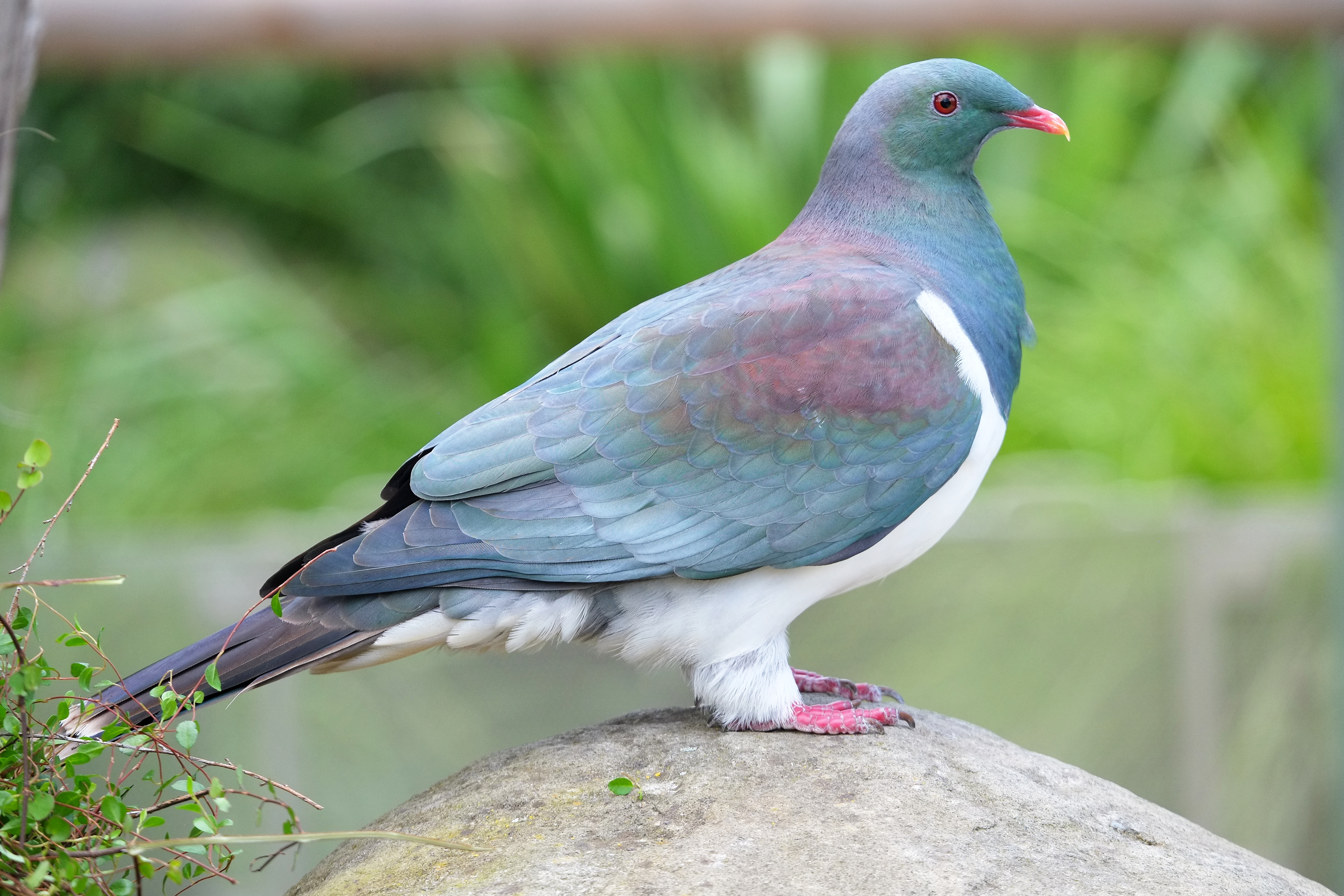
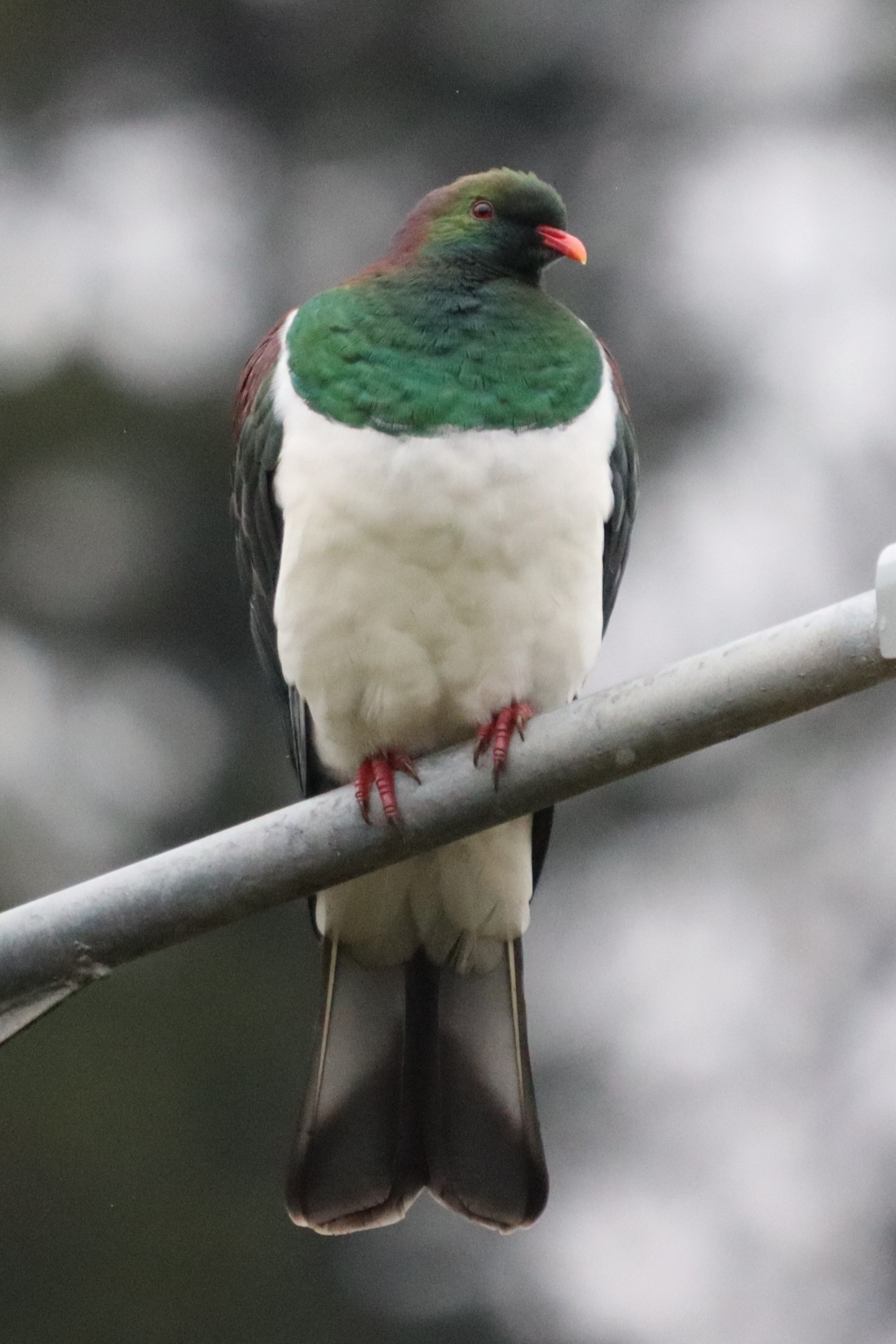
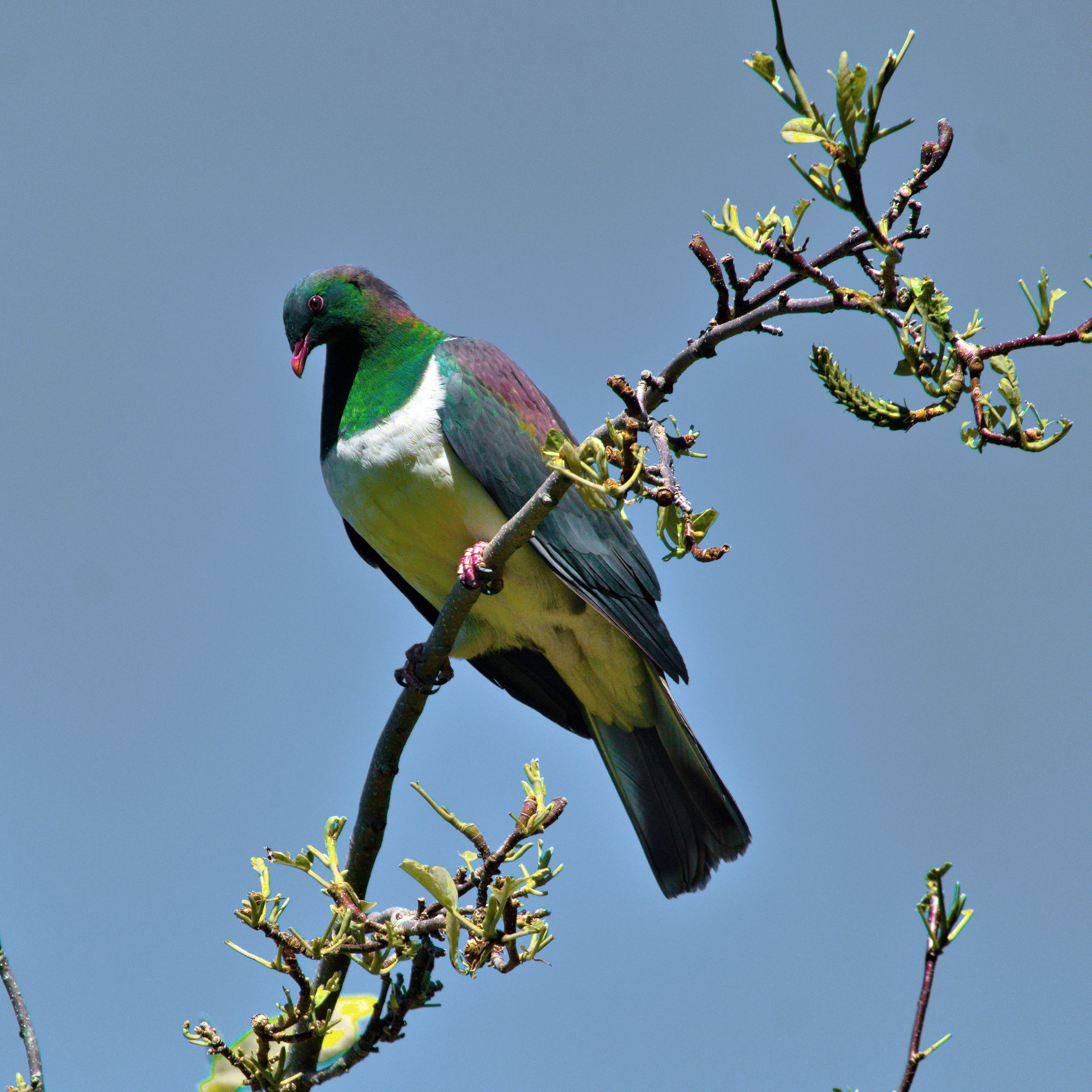